# Palestina ai Giochi della XXVI Olimpiade
La Palestina ha partecipato ai Giochi della XXVI Olimpiade di Atlanta, svoltisi nel 1996, con una delegazione di 2 atleti. Per lo Stato palestinese è la prima partecipazione olimpica. I primi due olimpionici palestinesi furono Majdi Abu Marahil, originario di un campo profughi della Striscia di Gaza che fu portabandiere e gareggiò nei 10 000 metri arrivando ultimo nelle qualifiche e Ihab Salama, calciatore che gareggiò nei 5000 metri piani.